# Двойное дно

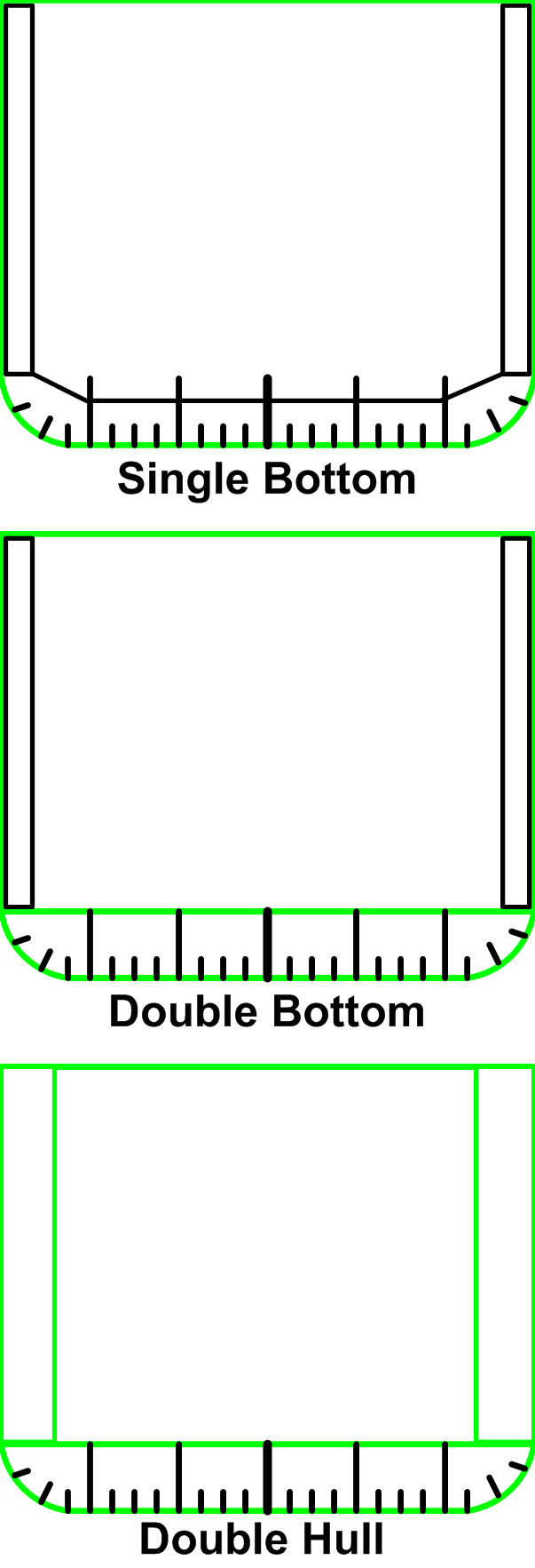
Одинарное дно, двойное дно, двойные борта

Двойно́е дно — кораблестроительный термин, часть корпуса судна: водонепроницаемый настил, привариваемый к верхним кромкам днищевого набора (флорам, вертикальному килю, стрингерам) на расстоянии нескольких футов от основного дна. Двойное дно является платформой, несущей большую часть нагрузки от перевозимых грузов, энергетические установки и прочие механизмы; при повреждении днища предотвращает попадание воды в корпус судна, а на танкерах — разлив нефти.
Пространство под внутренним дном называют «междудонным» и часто используют в качестве резервуара для хранения топлива или балластной воды, хотя хранение топлива в двойном дне запрещено правилами международной конвенции для судов, спущенных на воду после 2007 года.
Двойное дно намного безопаснее, чем одинарное. При посадке на мель, при течи в районе двойного дна сохраняется плавучесть, так как вода может проникнуть только до настила второго дна. По этой причине требованиями международной конвенции уже в течение многих десятилетий всем пассажирским судам предписано иметь двойное дно.
Ещё более надёжную защиту обеспечивают двойные борта, образованные продольными переборками, отстоящими от бортовой обшивки на расстоянии 800—1500 мм. Двойной борт, так же как и двойное дно, увеличивает живучесть судна при случайном проломе обшивки. Существуют 2 типа конструкции двойных бортов — с наклонными (для сыпучих грузов) или вертикальными стенками.
Двойное дно также значительно усиливает крепость корпуса и его устойчивость к продольным и до некоторой степени к скручивающим нагрузкам.
Некоторые из преимуществ двойного дна на судах:
- Обеспечивает защиту корпуса в случае посадки на мель
- Обеспечивают большую продольную прочность
- Междудонное пространство можно было ранее использовать в качестве резервуаров для нефти, балласта или пресной воды
- Помогает предотвратить загрязнение окружающей среды жидкими грузами (например нефтью в танкерах)
- Помогает улучшить остойчивость судна
- Второе дно служит в качестве платформы для машин и грузов.